# دوغ بينغ
دوغ بينغ (بالإنجليزية: Doug Bing)‏ (27 أكتوبر 1928 في المملكة المتحدة - 5 فبراير 2013 في المملكة المتحدة) هو لاعب كرة قدم بريطاني في مركز الوسط. لعب مع وست هام يونايتد.